# Manent-Montané
 Manent-Montané  là một xã thuộc tỉnh Gers trong vùng Occitanie tây nam nước Pháp. Xã này có độ cao trung bình 360 mét trên mực nước biển.